# Aegonethes antilocapra
Aegonethes antilocapra är en kräftdjursart som beskrevs av Zdenek Frankenberger 1938. Aegonethes antilocapra ingår i släktet Aegonethes och familjen Trichoniscidae. Inga underarter finns listade i Catalogue of Life.